# Trinta e seis
O Trinta e seis (36) é o número natural que segue o 35 e precede o 37.
- É um número composto, que tem os seguintes factores próprios: 1, 2, 3, 4, 6, 9, 12 e 18.
- Como a soma dos seus factores é 55 > 36, trata-se de um número abundante.
- 36 é o quadrado de 6, o quadrado perfeito anterior é o 25, o posterior é o 49.
- É o oitavo número triangular.[1]
- É um número semiperfeito.[2]
- Pode ser escrito de quatro formas distintas como a soma de dois números primos: {\displaystyle 36=5+31=7+29=13+23=17+19\,}. Veja conjectura de Goldbach.

## Outras ocorrências
- É o número atômico do criptônio, um gás nobre.
- É o número de teclas pretas em um piano
- É o código telefônico da Hungria
- Em língua francesa, 36 é sinônimo de muito.